# 抚仙高原鳅
抚仙高原鳅（学名：Triplophysa fuxianensis）为輻鰭魚綱鲤形目鳅科高原鳅属的鱼类。在中国，分布于云南抚仙湖等，體長可達8.4公分。该物种的模式产地在云南抚仙湖。 体长可达8.4公分。

## 扩展阅读
維基物種上的相關：抚仙高原鳅